# Tyrus Thomas
Tyrus Wayne Thomas (Baton Rouge, Louisiana, 17. kolovoza 1986.) američki je profesionalni košarkaš. Igra na poziciji krilnog centra, a može igrati i nisko krilo. Trenutačno je član NBA momčadi Charlotte Bobcatsa. Izabran je u 1. krugu (4. ukupno) NBA drafta 2006. od strane Portland Trail Blazersa. 

## Karijera

### Sveučilište (LSU)
Thomas je zbog ozljede vrata propustio svoju cijelu prvu sveučilišnu sezonu, te mu druga sezona (2005./06.) računala kao prva. Sezonu je započeo kao igrač s klupe, ali je kasnije zaradio povjerenje trenera i postao starterom u svojoj momčadi. Tijekom sezone Thomas je pokazao atraktivnu igru, zakucavanja i blokade. U prosjeku je bilježio 12.3 poena, 9.2 skokova i 3.1 blokadu. Izabran je za najboljeg freshmana sezone 2005./06. u Jugoistočnoj konferenciji (SEC).   

### NBA
Thomas je izabran kao 4. izbor NBA drafta 2006. od strane Portland Trail Blazersa. Na dan drafta zajedno je s Viktorom Hrjapom zamijenjen u Chicago Bullse za 2. izbor drafta LaMarcusa Aldridgea.
U svojoj rookie sezoni odigrao je 78 utakmica, a u prosjeku je postizao 5.2 poena (iz igre 47.5%, slob. bacanja 60.6%), 3.7 skokova, 1.06 blokada za 13.4 minute na parketu. U 10 utakmica zabio je 10 poena i zabilježio dva double-double učinka. 31. ožujka 2007., Thomas je protiv Cleveland Cavaliersa zabio rekordnih 27 poena uz 8 skokova. Izabran je NBA-All-Star natjecanje u zakucavanju. Time je postao prvi Bulls nakon Scottija Pippena koji je 1990. nastupio na natjecanju u zakucavanju.
Kao igrač druge godine, Thomas je odigrao 74 utakmice, od kojih je 27 započeo u startnoj petorci. U prosjeku je postizao 6.8 poena (iz igre 42.3%, slob. bacanja 74.1%), 4.6 skokova, 1.2 asistencije za 18.0 minuta na parketu. U drugoj utakmici sezone protiv Philadelphia 76ersa zabilježio je 21 poen, 12 skokova i 3 blokade. Pred kraj sezone odigrao je nekoliko vrlo dobrih utakmica. Protiv Celticsa je postigao 24 poena, protiv Cleveland Cavaliersa zabilježio 20 poena, 14 skokova i 3 blokade, dok je u zadnjoj utakmici sezone protiv Toronto Raptorsa postigao 26 poena. 18. veljače 2010. Thomas je mijenjan u Charlotte Bobcatse u zamjenu za Ronalda Murrayja, Aciea Lawa i budući izbor prvog kruga na draftu.

## NBA statistika

#### Regularni dio
| Godina    | Klub    | Odig. uta. | Uta. poč. | Min. | 2P%  | 3P%  | Sl. bac.% | Skok. | Asist. | Ukr. lop. | Blok. | Poena |
| --------- | ------- | ---------- | --------- | ---- | ---- | ---- | --------- | ----- | ------ | --------- | ----- | ----- |
| 2006./07. | Chicago | 72         | 4         | 13.4 | .475 | .000 | .606      | 3.7   | .6     | .6        | 1.1   | 5.2   |
| 2007./08. | Chicago | 74         | 27        | 18.0 | .423 | .167 | .741      | 4.6   | 1.2    | .6        | 1.0   | 6.8   |
| 2008./09. | Chicago | 79         | 61        | 27.5 | .451 | .333 | .783      | 6.4   | 1.0    | 1.1       | 1.9   | 10.8  |
| Ukupno    |         | 225        | 92        | 19.9 | .447 | .235 | .724      | 5.0   | .9     | .8        | 1.3   | 7.7   |

#### Doigravanje
| Godina    | Klub    | Odig. uta. | Uta. poč. | Min. | 2P%  | 3P%  | Sl. bac.% | Skok. | Asist. | Ukr. lop. | Blok. | Poena |
| --------- | ------- | ---------- | --------- | ---- | ---- | ---- | --------- | ----- | ------ | --------- | ----- | ----- |
| 2006./07. | Chicago | 10         | 0         | 12.2 | .390 | .000 | .633      | 3.4   | .6     | 1.0       | .5    | 5.1   |
| 2008./09. | Chicago | 7          | 7         | 27.9 | .438 | .000 | .786      | 6.3   | .9     | 1.0       | 2.9   | 9.6   |
| Ukupno    |         | 17         | 7         | 18.6 | .419 | .000 | .682      | 4.6   | .7     | 1.0       | 1.5   | 6.9   |

## Vanjske poveznice
- Službena stranica  Arhivirana inačica izvorne stranice od 17. listopada 2017. (Wayback Machine)
- Profil na NBA.com
- Profil  Arhivirana inačica izvorne stranice od 9. travnja 2014. (Wayback Machine) na Basketball-Reference.com
- Profil na ESPN.com
- Profil  Arhivirana inačica izvorne stranice od 27. svibnja 2009. (Wayback Machine) na Draftexpress.com